# Félix Courtinard
Félix Courtinard (* 12. Juli 1961 in Saint-Joseph (Martinique)) ist ein ehemaliger französischer Basketballspieler.

## Laufbahn
Courtinard wuchs auf der französischen Karibikinsel Martinique auf, spielte als Jugendlicher Fußball und begann mit 17 Jahren mit dem Basketball. 1983 wechselte er nach Oloron Sainte-Marie in den Südwesten Frankreichs und spielte dort in der vierthöchsten Liga. Der 2,05 Meter große Innenspieler arbeitete sich in die höchste Spielklasse vor. In der Saison 1986/87 spielte er in Voiron erstmals in der ersten Liga, zur Saison 1987/88 wechselte Courtinard innerhalb der Spielklasse zum Nantes BC. Dort erzielte er im Schnitt 10 Punkte und 6,3 Rebounds je Begegnung. In der Saison 1988/89 trat er für BCM Gravelines an und machte einen weiteren Entwicklungsschritt, als er seine Werte auf 15,6 Punkte und 9,6 Rebounds pro Spiel heraufschraubte. Er blieb bis 1990 in Gravelines.
In der Saison 1990/91 stand Courtinard bei Cholet Basket unter Vertrag, erzielte dort 15,3 Punkte pro Einsatz. In Cholet bildete er ein starkes Gespann mit dem US-Amerikaner John Devereaux.
1991/92 spielte Courtinard bei ASVEL Lyon-Villeurbanne, von 1992 bis 1994 beim Hauptstadtverein Racing PSG und 1994/95 bei SIG Straßburg.
Nach seinem Karriereende zog er nach Guadeloupe. Er wurde Präsident des Vereins Phoenix Petit Bourg.

### Nationalmannschaft
Noch als Zweitligaspieler gab Courtinard im November 1985 seinen Einstand in Frankreichs A-Nationalmannschaft. Er nahm an den Europameisterschaften 1991 und 1993 teil. Er kam auf insgesamt 50 Länderspiele.